# WW Волопаса
WW Волопаса (лат. WW Boötis) — одиночная переменная звезда в созвездии Волопаса на расстоянии приблизительно 10410 световых лет (около 3192 парсеков) от Солнца. Видимая звёздная величина звезды — от +13,6m до +12,4m.

## Характеристики
WW Волопаса — жёлто-белая пульсирующая переменная звезда типа RR Лиры (RRAB) спектрального класса F. Радиус — около 4,84 солнечных, светимость — около 39,211 солнечных. Эффективная температура — около 6567 K.